# Gonzalo Boye
 (novembre 2023).
Pour les articles homonymes, voir Boye.
Gonzalo Boye Tuset (né à Viña del Mar, au Chili le 3 avril 1965) est homme d'affaires, avocat, professeur et éditeur germano-chilien.

## Biographie
Sa mère, née au Chili, a fait des études de droit et était la fille d'un Catalan de Gràcia, jadis une ville à part entière desormais un quartier de Barcelone. Son grand-père s'était toujours vanté d'être Catalan et de parler catalan, ce pourquoi Gonzalo le comprend, même s'il ne le parle pas. Son père était d'origine allemande. Après avoir étudié dans la meilleure école de Valparaíso, the Mackay School, en raison de son ascendance allemande, à l'âge de dix-huit ans, ayant raté le concours d'entrée pour faire des études informatique à l'Universidad Técnica Federico Santa María, il décide de partir étudier les sciences politiques et l'économie à Heidelberg, en Allemagne de l'Ouest, où il vivait une partie de sa famille paternelle. Selon le journal chilien El Mercurio il finira jamais ces études mais rencontrera sa première femme, une philologue d'origine britannique, avec qui il a deux filles.
En 1987, il part en Espagne et commence à travailler dans son propre cabinet de conseil. Ancien sympathisant du MIR, il est arrêté en 1992 et accusé de collaboration avec l'ETA. Il est libéré sous caution en 1993 et, comme sa compagne est britannique, il part vivre avec elle en Angleterre, et comparaît régulièrement devant la justice espagnole, jusqu'à ce que le procès ait lieu en 1996. Il est alors condamné par l'Audience nationale à 14 ans de prison pour collaboration avec l'ETA dans l'enlèvement de l'industriel Emiliano Revilla, peine dont il a purgé six ans jusqu'en 2002.
Ancien rédacteur du magazine satirique espagnol Mongolia, il est professeur de droit procédural au Centre d'études du Barreau de Madrid, conseiller du Centre européen pour les droits constitutionnels et les droits humains de Berlin et du Centre palestinien pour les droits de l'homme de Gaza. Il est également membre de l'équipe de contentieux stratégiques de l'association Observatori DESC (droits économiques, sociaux et culturels) de Barcelone.
Il dirige avec son associée et épouse[réf. nécessaire], l'avocate Isabel Elbal— avec qui il a une fille —, le cabinet d'avocats Boye Elbal y Asociados. En tant qu'avocat, il a participé à des affaires judiciaires d'une grande importance médiatique en Espagne comme le procès des attentats de Madrid du 11 mars 2004, l'affaire 4F, le procès de Luis Bárcenas (impliqué dans l'affaire Gürtel) ou dans le cas d'Edward Snowden et ses révélations sur le réseau mondial de surveillance. Il réside actuellement en Espagne. En 2016, le réalisateur et producteur espagnol Sebastián Arabia a réalisé un film documentaire sur sa vie. Jusqu'en août 2017, il est secrétaire du conseil d'administration de Diario de Prensa Digital, S.L., la société qui édite le journal numérique ElDiario.es.

## Livres publiés
- (es) Y ahí lo dejo : Crónica de un proceso, Barcelone, Roca Editorial, 2019 (ISBN 978-8417305765).
- (es) Así están las cosas : Cómo ganamos en Europa, Barcelone, Roca Editorial, 2020 (ISBN 978-8417805777).

- (es) ¿Cloacas? Sí, claro, Barcelone, Roca Editorial, 2021 (ISBN 978-8418417214).

- (es) Se llama cáncer : Datos, vivencias, sensaciones, sentimientos y reflexiones sobre el actual sistema jurídico en España, Barcelone, Roca Editorial, 2022 (ISBN 978-8418870361).